# Division de Faizabad
La Division de Faizabad est l'une des 18 divisions administratives de l'État indien de l'Uttar Pradesh.

## Districts
Elle est constituée de 5 districts :
- Faizabad
- Amethi
- Ambedkar Nagar
- Barabanki
- Sultanpur